# Altezza (geometria)

Altezze interna ed esterna di un triangolo.

L'altezza è un segmento caratteristico di alcune forme geometriche.
Ad esempio, nel triangolo si dice altezza il segmento più breve (quindi perpendicolare) che unisce un vertice alla retta contenente il lato opposto. In alcuni altri poligoni e poliedri (ad esempio il trapezio ed il parallelepipedo), con lo stesso termine si indica la distanza tra le basi.
L'uso preminente dell'altezza è quello di facilitare il calcolo delle aree o dei volumi: in virtù dell'ortogonalità tra altezza e base, solitamente la misura di una figura o di un solido è semplicemente una certa frazione (fissa e dipendente dal tipo di forma geometrica) del prodotto delle due lunghezze. Ad esempio, nel caso dei parallelogrammi (rispettivamente, dei parallelepipedi), questa frazione è uguale a 1, e l'area (rispettivamente, il volume) si trova semplicemente moltiplicando le dimensioni di base ed altezza.

## Triangolo

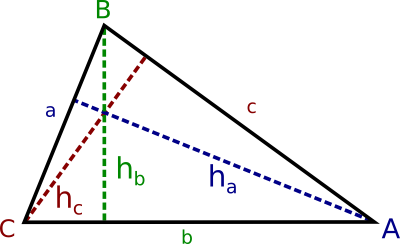
Un triangolo con evidenziate le tre altezze
h_{a} relativa al vertice A sul lato a
h_{b} relativa al vertice B sul lato b
h_{c} relativa al vertice C sul lato c.

In ogni triangolo sono presenti tre altezze, ognuna relativa ad uno specifico vertice, e vengono misurate  lungo il segmento che interseca perpendicolarmente la retta su cui giace il lato opposto (formando con questa un angolo retto). Ciascuna altezza risulta così il più breve tragitto tra il vertice e la retta del lato opposto e costituisce quindi la ceviana più corta ottenibile.
Le altezze di un triangolo non sono sempre interne. In particolare sono:
- tutte e tre entro il perimetro se il triangolo è acutangolo;
- due giacenti sul perimetro stesso se il triangolo è rettangolo (cioè due corrispondono ai cateti e la terza, quella dell'ipotenusa, è interna);
- due esterne, cioè fuori dall'area perimetrale, se il triangolo è ottusangolo, con la terza corrispondente del lato maggiore sempre interna, le altre due intersecanti i prolungamenti degli altri due lati.

In ogni caso, le altezze (o le rette che le contengono) sono sempre concorrenti in un unico punto detto ortocentro.

### Formulario
L'altezza {\displaystyle h_{b}} relativa al lato {\displaystyle b} può essere espressa in vari modi:
{\displaystyle h_{b}={\frac {2\Delta }{b}}={\frac {\sqrt {(a^{2}+b^{2}+c^{2})^{2}-2(a^{4}+b^{4}+c^{4})\,}}{2b}}=2{\frac {\sqrt {p(p-a)(p-b)(p-c)}}{b}}}
Nelle formule {\displaystyle \Delta } è l'area del triangolo, {\displaystyle p} è il semiperimetro e {\displaystyle {\hat {C}}} è l'angolo in {\displaystyle C}. Nei passaggi, il {\displaystyle \Delta } è stato calcolato utilizzando la formula di Erone.

## Solidi
In tutti i solidi con una base, l'altezza è definita come il segmento più corto che congiunge il piano che contiene la base stessa al punto del solido più lontano da tale piano.